# سینمای نیجریه
سینمای نیجریه که اغلب بدان نالیوود گفته می‌شود، متشکل از فیلم‌هایی است که در نیجریه ساخته می‌شوند. تاریخ سینمای نیجریه تا اواخر قرن نوزدهم و تا دوره مستعمراتی در اوایل دهه ۱۹۰۰ قدمت دارد.
سینمای نیجریه که اغلب به شکل غیررسمی به عنوان نالیوود شناخته می‌شود، شامل فیلم‌های تولید شده در نیجریه است. تاریخچه آن به اواخر قرن نوزدهم و به دوران استعمار در اوایل قرن بیستم بازمی‌گردد. تاریخچه و توسعه صنعت سینمای نیجریه به‌طور کلی در چهار دوره اصلی طبقه‌بندی می‌شود: دوران استعمار، عصر طلایی، عصرفیلم ویدئویی و سینمای نوظهور نیجریه.
فیلم به عنوان یک رسانه برای اولین بار در اواخر قرن ۱۹ به نیجریه وارد شد؛ به شکل کینتوسکوپ و به زودی در اوایل قرن بیستم با دستگاه‌های پیشرفته‌ای برای نمایش فیلم جایگزین شدند و اولین مجموعه از فیلم‌ها در سالن یادبود گلوور در لاگوس از ۱۲ تا ۲۲ اوت ۱۹۰۳ به نمایش درآمد. اولین فیلم بلند ساخته‌شده در نیجریه فیلم پالاور در سال ۱۹۲۶ به کارگردانی جفری بارکاس است که اولین فیلمی بود که بازیگران نیجریه‌ای را در نقش‌های مهم جلوی دوربین برد. از سال ۱۹۵۴، ون‌های سیار سینما برای حداقل ۳٫۵ میلیون نفر در نیجریه فعالیت می‌کردند و فیلم‌های تولیدشده توسط واحد فیلم نیجریه به صورت رایگان در ۴۴ سینمای موجود نمایش داده می‌شدند. اولین فیلمی که به‌طور کامل متعلق به واحد فیلم نیجریه است، فینچو (۱۹۵۷)ساخته سام زبا است که همچنین اولین فیلم نیجریه‌ای است که به صورت رنگی فیلمبرداری شده‌است.
پس از استقلال نیجریه در سال ۱۹۶۰، تجارت سینما به سرعت گسترش یافت و خانه‌های سینمایی جدید تأسیس شد. در نتیجه، فیلم‌های نیجریه‌ای در سینماها در اواخر دهه ۱۹۶۰ تا دهه ۱۹۷۰ افزایش یافتند، به‌ویژه تولیدات نیجریه غربی، به دلیل اینکه بازیگران سابق تئاتر مانند هوبرت اوگاندو موزس اولایا به پرده بزرگ راه یافتند. در سال ۱۹۷۲، فرمان بومی سازی توسط یعقوب گون صادر شد که خواستار انتقال مالکیت حدود۳۰۰ سالن سینما از صاحبان خارجی آنها به نیجری‌ها شد که منجر به ایفای نقش‌های فعال نیجری در سینما و فیلم شد.رونق نفت از سال۱۹۷۳ تا ۱۹۷۸ نیز کمک زیادی به تقویت خود به خود فرهنگ سینما در نیجریه کرد؛ زیرا افزایش قدرت خرید در نیجریه باعث شد طیف وسیعی از شهروندان درآمد خوبی داشته باشند تا برای سینما و تلویزیون خانگی خرج کنند. پس از چند فیلم با اجرای متوسط، پاپا آجاسکو (۱۹۸۴) ساخته ویل آدنوگا اولین فیلم پرفروش شد و در مدت سه روز تقریباً ۶۱۰۰۰ پوند (تقریباً ۲۱۵۵۲۶۷۳ ₦ ۲۰۱۵) به دست آورد. یک سال بعد، موسی بولاتان (۱۹۸۵) اثر موسی اولایا نیز در مدت پنج روز به ۱۰۷۰۰۰ پوند (تقریباً ۲۰۱۵ ₦۴۴۱۸۰۴۹۹) رسید.
پس از افول دوران طلایی، صنعت فیلم نیجریه دومین رونق بزرگ را در دهه ۱۹۹۰ تجربه کرد که ظاهراً با اکران فیلم ویدیویی زندگی در اسارت (۱۹۹۲) آغاز شد. این صنعت در اواسط دهه ۲۰۰۰ به اوج خود رسید و به دومین صنعت بزرگ فیلم در جهان از نظر تعداد تولیدات سالانه تبدیل شد و آن را بالاتر از سینمای آمریکا و پس از هند قرار داد. این فیلم کم‌کم پرده‌های سینما در سراسر قاره آفریقا و در نتیجه کارائیب و دیاسپورا را اشغال کرد، با تأثیرگذاری چشمگیر فیلم‌ها بر فرهنگ‌ها و بازیگران فیلم در سرتاسر این قاره به نام‌های معروف تبدیل شدند. این رونق همچنین منجر به واکنش شدید علیه فیلم‌های نیجریه‌ای در چندین کشور شد که با تئوری‌هایی مانند «نیجری‌سازی آفریقا» همراه بودند.
از اواسط دهه ۲۰۰۰، در دوران افول دوران فیلم‌های ویدئویی، سینمای نیجریه برای ارتقای کیفیت و حرفه‌ای شدن تولیدات و صنعت خود، دستخوش تغییر ساختاری شده‌است، فیلم ارقام پنهان (۲۰۰۹) که به‌طور گسترده‌ای به عنوان نماد چرخش اصلی سینمای نیجریه معاصر شناخته می‌شود. از آن زمان تاکنون یک تجدید حیات در موسسات سینمایی و بازگشت مداوم فرهنگ سینما در نیجریه رخ داده‌است. از سال ۲۰۱۳، سینمای نیجریه بر طبق ارزش و درآمد حاصل از آن به عنوان سومین صنعت فیلم با ارزش در جهان رتبه‌بندی شده‌است.